# Подґур
Подґур (пол. Podgór) — село в Польщі, у гміні Крамськ Конінського повіту Великопольського воєводства.
Населення — 203 особи (2011).
У 1975-1998 роках село належало до Конінського воєводства.

## Демографія
Демографічна структура станом на 31 березня 2011 року:
|          | Загалом | Допрацездатний вік | Працездатний вік | Постпрацездатний вік |
| -------- | ------- | ------------------ | ---------------- | -------------------- |
| Чоловіки | 106     | 22                 | 73               | 11                   |
| Жінки    | 97      | 24                 | 54               | 19                   |
| Разом    | 203     | 46                 | 127              | 30                   |